# 버스데이 걸
《버스데이 걸》(영어: Birthday Girl)은 영국에서 제작된 제즈 버터워스 감독의 2001년 에로틱 코미디 스릴러 영화이다. 니콜 키드먼 등이 출연하였고, 에릭 에이브러햄 등이 제작에 참여하였다.

## 출연진
- 니콜 키드먼
- 벤 채플린
- 뱅상 카셀
- 마티외 카소비츠
- 스티븐 맹건
- 샐리 필립스
- 벤 밀러
- 조너선 에어리스
- 리스 시어스미스
- 마크 게이티스

## 기타 제작진
- 라인 제작: 도나 그레이, 비키 포플웰
- 배역: 지나 제이
- 미술: 후고 우치츠비호프스키
- 의상: 피비 더게이

## 우리말 녹음
SBS 성우진 (2007년 8월 11일)
- 강희선 - 나디아(니콜 키드먼)
- 홍성헌 - 짐(벤 채플린)
- 오인성 - 유리(마티외 카소비츠)
- 정훈석 - 알렉세이(뱅상 카셀)
- 강미형
- 김정아
- 홍희숙
- 이원찬